# Jörg Hoffmann (luge)
Pour les articles homonymes, voir Jörg Hoffmann et Hoffmann.
Jörg Hoffmann, né le 15 mars 1963 à Sondershausen, est un lugeur est-allemand puis allemand. Il a notamment gagné deux médailles olympiques et trois titres de champion du monde en double avec Jochen Pietzsch pendant les années 1990.

## Carrière
Pendant leur carrière, Jörg Hoffmann et Jochen Pietzsch obtiennent deux médailles olympiques : le bronze en 1984 à Sarajevo en Yougoslavie et l'or en 1988 à Calgary au Canada. Ils gagnent également les médailles d'or des Championnats du monde 1983, 1985 et 1987, et de bronze en 1989 et 1990. Aux Championnats d'Europe, ils sont deuxièmes en 1986 et premiers en 1990. Hoffmann et Pietzsch sont premiers au classement de la Coupe du monde 1983-1984. Par équipe, ils sont champions du monde et d'Europe et du monde en 1990. Hoffmann est aussi deuxième des Championnats du monde 1985 en simple. Ils arrêtent leur carrière en 1992 après leur non-qualification pour les Jeux olympiques. Hoffmann devient ensuite distributeur de jouets.